# 函可案
函可案發生於顺治四年（1647年）的清朝第一起文字狱。

## 案件始末
顺治四年（1647年）丁亥四月，一位法号函可的和尚，原是明朝礼部尚书韩日缵的长子，因藏有“逆书”《再变记》而遭到满洲大将巴山、张大猷等逮捕，被擒送军前，函可身上有洪承疇的印牌，牵涉到洪承畴，“拷掠至数百，绝而复苏者屡，但曰某一人自为，夹木再折，血淋没趾无二语，观者皆惊顾咋指，叹为有道。”。顺治五年（1648年），多尔衮考慮到穩定江南局勢，不想再生事端，对函可从轻發落，流放到沈阳。

### 出处
1. ↑  《东华录》顺治四年
2. ↑  《再变记》记载顺治二年至顺治三年的事变。
3. ↑  《清史列传》卷78《贰臣传·洪承畴》记载道：“十月，巴山等以察获游僧函可、金腊等五人，携有谋叛踪迹……”。
4. ↑  《世祖章皇帝实录》卷三十五；《柳如是别传》：“巴山等拷问函可，即欲得知洪氏是否与此运动有关。”
5. ↑  函可《千山诗集》
6. ↑  《世祖章皇帝实录》卷三十八
7. ↑  陈寅恪：《柳如是别传》第五章

### 書目
- 陈寅恪：《柳如是别传》
- 汪宗衍：《清代第一宗文字狱——函可和尚“再变记”案》